# Bugatti EB218
De Bugatti EB218 is een concept sedan die in 1999 op de Autosalon van Genève werd geïntroduceerd. Hij werd ontworpen door de befaamde Italiaanse autodesigner Giorgetto Giugiaro.

## Interieur
Het dashboard is van leder met walnotenhout, de instrumenten zijn ovaalvormig. Een multifunctioneel display met navigatiesysteem bevindt zich onder het klokje en kan elektrisch aangedreven opgeklapt worden. De knoppen van de automatische versnelling bevinden zich aan het stuurwiel. De voorstoelen hebben elektrisch verstelbare hoofdsteunen, die voorzien zijn van het EB-embleem.